# Google Pack
Google Pack fue un conjunto de herramientas que Google puso a disposición de los usuarios, mediante la descarga de un programa que permitía obtener varias herramientas gratuitas para el usuario. 

## Herramientas de Google Pack

### De Google
- Google Earth
- Barra Google para Internet Explorer.
- Google Desktop
- Google Talk
- Picasa 3.0
- Google Chrome
- Google Photos Screensaver (no disponible en español)
- Google Video Player (solo para EE. UU.)

### De otras empresas
- Norton Security Scan (retirado)
- Versión de Prueba de Spyware Doctor(retirado)
- Mozilla Firefox con barra Google
- Adobe Reader
- RealPlayer
- GalleryPlayer (no disponible en español) (retirado)
- Skype
- StarOffice (retirado del Google Pack)
- Avast! (antivirus gratuito)